# Beat Ludwig von Muralt
Beat Ludwig von Muralt oder Béat Louis de Muralt (* 9. Januar 1665 in Bern; † 20. November 1749 in Colombier) war ein Schweizer Vertreter der frühen Aufklärung und des radikalen Pietismus. In der Literatur- und Geschichtswissenschaft ist er bekannt als der Autor von Lettres sur les Anglais et les Français et sur les Voyages (1725). Er entstammte der Familie von Muralt.

## Herkunft
Seine Eltern waren Franz Ludwig von Muralt (1638–1684), ein Brigadier in französischen Diensten, und dessen Ehefrau Salome Sturler († 1684).

## Leben
Im Jahr 1681 immatrikulierte er sich in der Universität Genf, um dort Jura und Theologie zu studieren. Anschließend ging er 1690 als Hauptmann bei der Schweizergarde in Versailles in französische Dienste. 1694 machte er eine Reise mit seinem Bruder Franz Ludwig (1669–1753) über Holland nach England (vermutlich vornehmlich London) und kehrte 1695 über Frankreich zurück. 1699 heiratete er und ließ sich auf einem Landgut nieder. 1701 geriet er in Bern als Pietist und früher Aufklärer in Konflikt mit der Kirche und wurde aus Bern verbannt. Auch in Genf konnte er nicht bleiben und so ging er 1702 nach Colombier im preußischen Neuenburg, wo er auf dem Gut seiner Frau seine Studien fortsetzen konnte.

### Einfluss
Als von Muralts Hauptwerk gilt „Lettres sur les Anglais et les Français et sur les Voyages“ das bereits vor 1700 entstand, aber erst 1725 in Buchform erschien. Es gibt Übersetzungen ins Englische (1727) und Deutsche (1761). Er wandte sich gegen die französische kulturelle Hegemonie, wo er auch eine aristokratische Hochkultur (bel esprit) erkannte. Dem gegenüber setzte er das liberale, bürgerliche England mit seinem gesunden Menschenverstand (bon sens). Das Buch wurde zum Ausgangspunkt der Emanzipation von der französischen Vorherrschaft vor allem in der deutschen Literatur. Er beeinflusste zahlreiche Künstler; auf französischer Seite: Voltaire, Pierre Carlet de Marivaux, Antoine-François Prévost, Montesquieu, Jean-Jacques Rousseau und auf deutscher Seite: Albrecht von Haller, Johann Jakob Bodmer, Johann Jakob Breitinger, Johann Georg Hamann, Johann Gottfried Herder, Gotthold Ephraim Lessing.

## Familie
Er heiratete 1699 in Oberdiessbach bei Bern Margarete von Wattenwyl (1678–1732). Das Paar hatte einen Sohn und eine Tochter. Nach dem Tod seiner ersten Frau heiratete er im Jahr 1737 Anna Cleopha Rahn (1712–1741), diese Ehe blieb kinderlos.

## Werke
- Lettres sur les Anglais et les Français, 1725, Digitalisat
- l’Instinct divin recommandé aux hommes, 1727, Digitalisat
- Lettres sur les voyages et sur l’esprit-fort, 1728
- Lettres fanatiques, 1739, Teil 1, Teil 2
- Fables nouvelles, 1753 (posthume)